# André-Paul Duchâteau

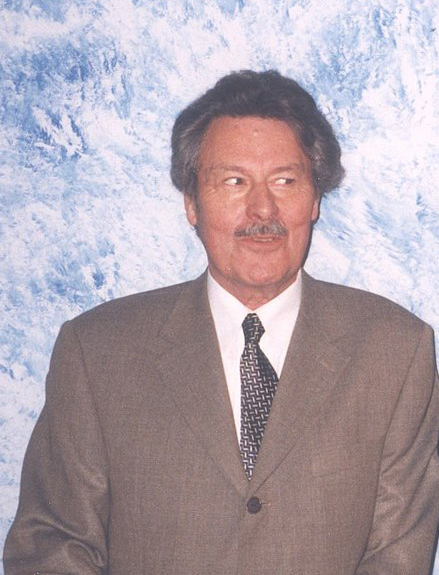
André-Paul Duchâteau

André-Paul Duchâteau, eigentlich André Edmond Ghislain Duchâteau (* 8. Mai 1925 in Tournai; † 26. August 2020), war ein belgischer Autor, Journalist, Kriminalschriftsteller und insbesondere Comicszenarist. Er publizierte auch unter verschiedenen Pseudonymen wie etwa D. Aisin, Michel Vasseur, Héric oder CAP (letzteres zusammen mit Christian Denayer). Außerdem war er von 1976 bis 1979 Chefredakteur des Comicmagazins Tintin.

## Werdegang
Duchâteau startete seine schriftstellerische Laufbahn 1941 mit Kriminalgeschichten und Heftromanen. 1947 begann er auch, Comicszenarios zu schreiben, etwa für das Magazin Bravo! oder eine Episode mit Mickey Mouse und Donald Duck für das Journal de Mickey. Zeitgleich übte er verschiedene redaktionelle Tätigkeiten aus, um finanziell über die Runden zu kommen, und er lernte dabei Gilbert Gascard alias Tibet kennen, einen jungen, aufstrebenden Comiczeichner, mit dem ihn schließlich eine lebenslange Partner- und Freundschaft verbinden sollte. Zunächst arbeiteten sie eher sporadisch zusammen an kürzeren Geschichten, wobei Duchâteau als Szenarist offiziell nicht erwähnt wurde. Aber unter diesen ersten gemeinsamen Werken war 1955 auch eine Kurzgeschichte für das Magazin Tintin um einen Zeitungsjungen namens Ric Hochet, der 1956 noch ein zweites Gastspiel gab. Gleichzeitig übersiedelte Duchâteau jedoch nach Léopoldville, dem heutigen Kinshasa, in der damaligen Noch-Kolonie Belgisch-Kongo, um dort als Journalist und Redakteur tätig zu werden. Erst 1958 kehrte er zurück und nahm Ric Hochet für Tintin wieder auf, nun allerdings als kurze Mitratekrimis in Prosaform, von Tibet illustriert. Der Erfolg war so groß, dass der Verleger ihnen nahelegte, ab 1961 eine Comicserie daraus zu machen.
Mit dem Erfolg von Ric Hochet (auf Deutsch bekannt geworden vor allem als Rick Master) konnte sich Duchateau bei Tintin als feste Größe etablieren, und er schrieb in der Folgezeit eine Fülle von Szenarios zu einer Vielzahl an Serien, die teils von ihm selber konzipiert, teils fortgeführt wurden. Der Höhepunkt dieses Engagements war die Übernahme der Chefredaktion 1976–1979. Aber auch danach war er noch in leitenden Funktionen im Verlag Le Lombard tätig, und er verfasste sogar die Abschiedsadresse an die Leserschaft, als das Magazin 1993 nach mehrmaligen Konzept- und Namensänderungen endgültig eingestellt wurde. Auch danach war er noch als Szenarist tätig, veröffentlichte 2002 eine Autobiografie. Seine letzte Arbeit war das 78. Album von Ric Hochet, das 2010 aufgrund des plötzlichen Todes von Tibet unvollendet blieb.
Duchâteau ist Ehrenbürger der Stadt Brüssel und wurde 1991 zum Ritter des belgischen Leopoldsordens ernannt. Darüber hinaus bekam er 1974 den französischen Krimipreis Grand prix de littérature policière und 2003 den Prix Saint-Michel für das beste Comicszenario (für Terreur Bd. 1, dt. Wachsfiguren). 2010 erhielt er außerdem den Grand Prix Saint-Michel für sein Lebenswerk.

## Werke
- 1948: Capitaine Hardell
- 1952: Le triangle de feu
- 1955: Rick Master
- 1960: Bob Binn
- 1961: Der Club der Furchtlosen
- 1962: Les 3 A
- 1963: Chick Bill
- 1964: O.K. 27-43
- 1965: Alex Vainclair
- 1967: Tiger Joe
- 1969: Saint-Fauston
- 1969: Yalek
- 1970: Monfreyd Tilbury
- 1970: Mr Magellan
- 1970: Richard Bantam
- 1971: Rolf Thomsen
- 1971: Yorik
- 1972: Mycroft et Klaxon
- 1972: Patrick Leman
- 1974: Stany Derval
- 1975:  Die Draufgänger
- 1977: Ringo
- 1978: Carol Détective
- 1978: Udolfo
- 1979: Hyperion
- 1980: Hans
- 1980: Domino
- 1980: Pharaon
- 1980: Villard de Fer
- 1981: Chris Melville
- 1981: Valhardi
- 1983: Serge Morand
- 1985: Bruce J. Hawker
- 1986: Chancellor
- 1986: Peggy Benson
- 1989: Arsène Lupin
- 1989: Monsieur Wens
- 1989: Rouletabille
- 1989: TNT
- 1990: Challenger
- 1990: Sherlock Holmes
- 1990: Wilt
- 1991: Les enquêtes du chat-tigre
- 1992: Edgar Wallace
- 1993: Space Gordon
- 1996: Enigme à bord de Thalys
- 2001: Les Romantiques
- 2002: Wachsfiguren
- 2007: Vanity